# Lubuk Bangko
Lubuk Bangko is een bestuurslaag in het regentschap Muko-Muko van de provincie Bengkulu, Indonesië. Lubuk Bangko telt 1007 inwoners (volkstelling 2010).